# Ваэль Гомаа
Ваэль Гомаа (араб. وائل جمعة‎; 3 августа 1975, Эль-Махалла-эль-Кубра) — египетский футболист, защитник. Выступал за сборную Египта.
Считается[кем?] одним из лучших игроков обороны в африканском футболе. Способен в одиночку успешно противостоять габаритным форвардам соперника.

## Биография

### Клубная карьера
Играть в футбол на профессиональном уровне начал в клубе Премьер-лиги Египта «Газл Эль-Мехалла». Выступал за команду в течение шести сезонов. Выиграл Кубок Египта в 2001 году.
Летом 2001 года перешёл в один из лучших клубов Египта — каирский «Аль-Ахли». Играя за клуб, выиграл практически все возможные титулы как в Египте, так и на африканском континенте.
Три раза играл на Клубном чемпионате мира по футболу 2005, 2006 и 2008 годов. В 2005 и 2008 годах «Аль-Ахли» занимал шестое место, а в 2006 году выиграл бронзовые медали.
Летом 2006 года было заключено предварительное соглашение с английским клубом «Блэкберн Роверс» о том, что с января 2007 года Гомаа станет игроком клуба. Трансфер не состоялся.
В ноябре 2007 года за 90 тысяч евро был отдан в аренду катарскому клубу «Аль-Саилия». Срок аренды истек в мае 2008 года и футболист вернулся в «Аль-Ахли».

### Карьера в сборной
За сборную выступает с 2001 года.
Играл за сборную в финальных стадиях Кубка африканских наций 2006 и 2008 годов. Египтяне выиграли оба турнира. По итогам чемпионата 2008 года попал в символическую сборную.
В 2009 году играл за сборную на Кубке конфедераций.

## Достижения

### Командные
- Чемпион Египта (5): 2004/05, 2005/06, 2006/07, 2007/08, 2008/09
- Обладатель Кубка Египта (4): 2000/01, 2002/03, 2005/06, 2006/07
- Обладатель Суперкубка Египта (4): 2003, 2005, 2006, 2007
- Победитель Лиги чемпионов КАФ (4): 2001, 2005, 2006, 2008
- Обладатель Суперкубка КАФ (4): 2002, 2006, 2007, 2009
- Бронзовый призёр Клубного чемпионата мира (1): 2006
- Победитель Кубка африканских наций (2): 2006, 2008

### Личные
- Два раза становился лучшим защитником Африки по версии КАФ в 2001 и 2006 годах.